# Poecilus
Poecilus là một chi bọ cánh cứng thuộc họ Carabidae đặc hữu của miền nhiệt đới châu Phi, miền Cổ bắc (bao gồm châu Âu), Cận Đông và Bắc Phi.

## Hình ảnh

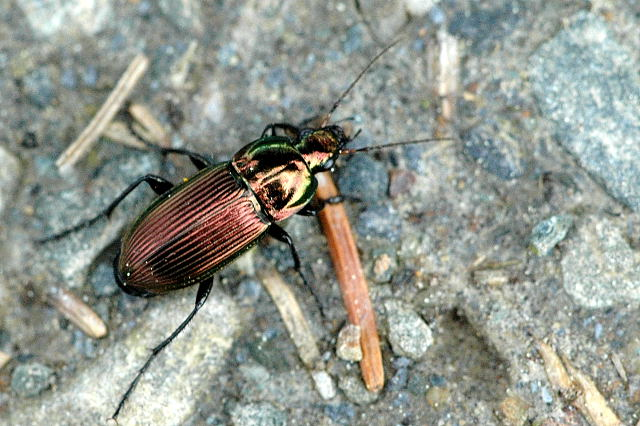
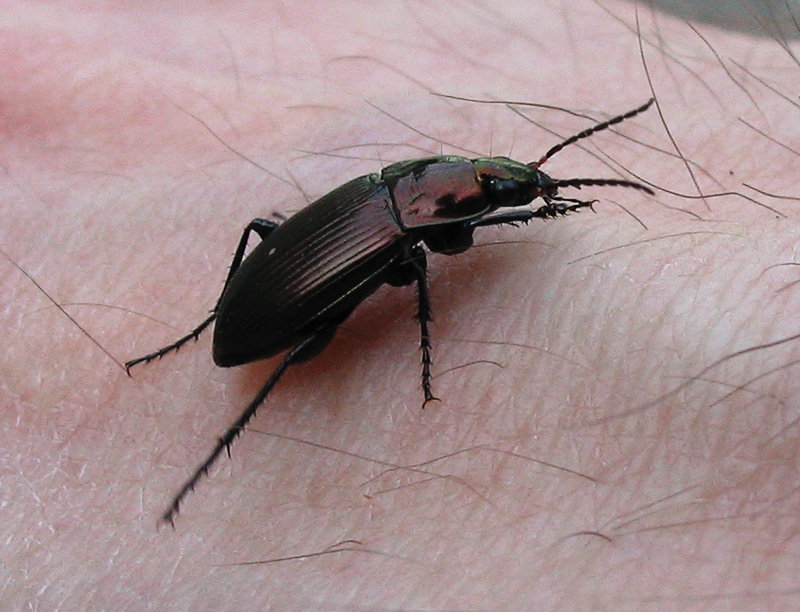
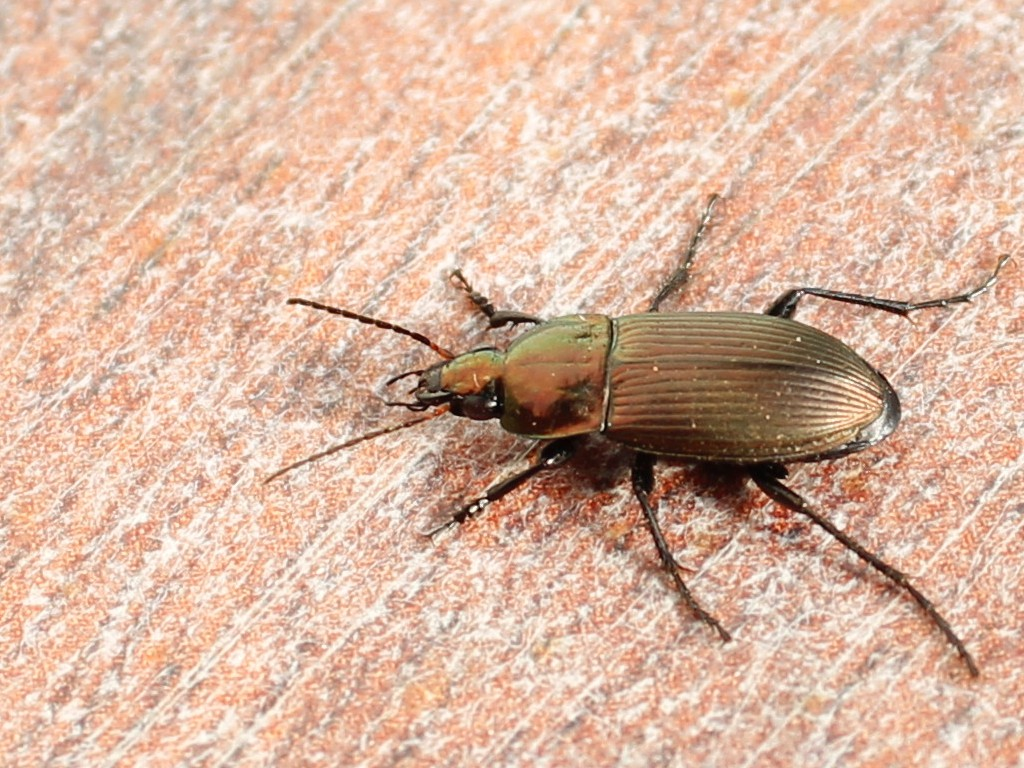